# Скабичевские
Скабичевские (пол. Skabiczewski, укр. Скабичевські) — дворянский род, происходящий из Гетманщины.
Потомство Василия Кузьмича Скабичевского (1643-после 1741), гутника села Машева (1719 г.).

## Описание герба
В красном поле три рога: буйволовый, олений и зубровый в звезду; в середине открытая белая лилия.
Щит увенчан дворянскими шлемом и короной. Нашлемник: три страусовых пера. Намёт на щите красный, подложенный серебром.